# Aegon Championships 2010
Aegon Championships 2010 — тенісний турнір, що проходив на трав'яних кортах  у Лондоні, Велика Британія з 7 червня . Належав до категорії ATP World Tour 250, був турніром серії Queen's Club Championships 2010 року.

## Фінальна частина

### Одиночний розряд
Сем Кверрі —  Марді Фіш 7–6(7–3), 7–5

### Парний розряд
Новак Джокович /  Джонатан Ерліх —  Кароль Бек /  Давід Шкох 6–7(6–8), 6–2, [10–3]